# サンティレール＝ド＝リエ
サンティレール＝ド＝リエ （Saint-Hilaire-de-Riez）は、フランス、ペイ・ド・ラ・ロワール地域圏、ヴァンデ県のコミューン。

## 地理
コート・ド・リュミエールに位置する。サン＝ジル＝クロワ＝ド＝ヴィとサン＝ジャン＝ド＝モンの間に、85%が砂、15%が岩で占められた13kmの海岸線を持つ。町の海岸沿いはマツ林が覆い、内陸のほとんどは塩田に利用されているマレ・ブルトン地方である。町の北側をヴィ川が流れている。
いくつかの集落があるが、そのうちシオン・シュル・ロセアンは海水浴場がある。

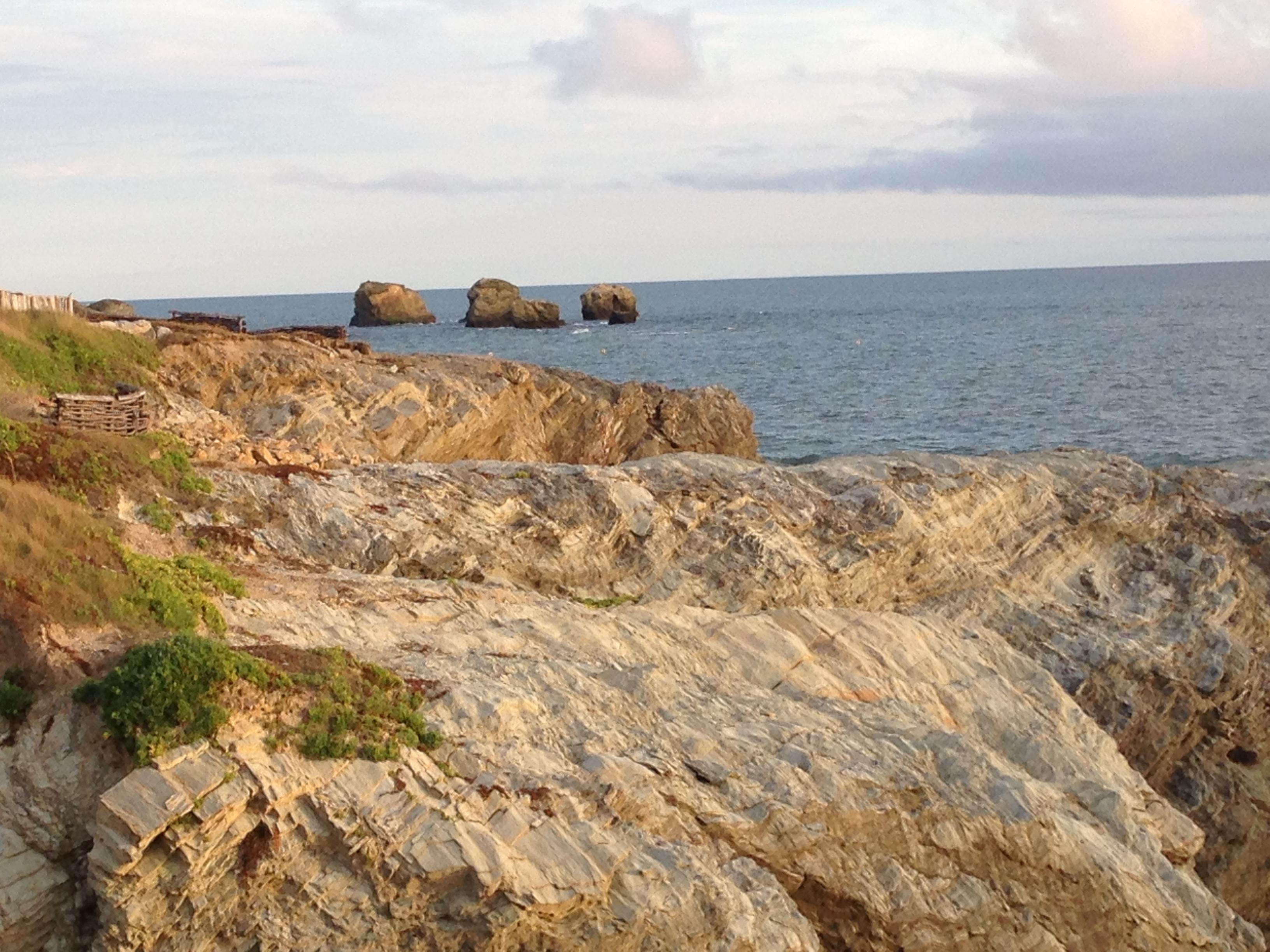
シオン・シュル・ロセアン
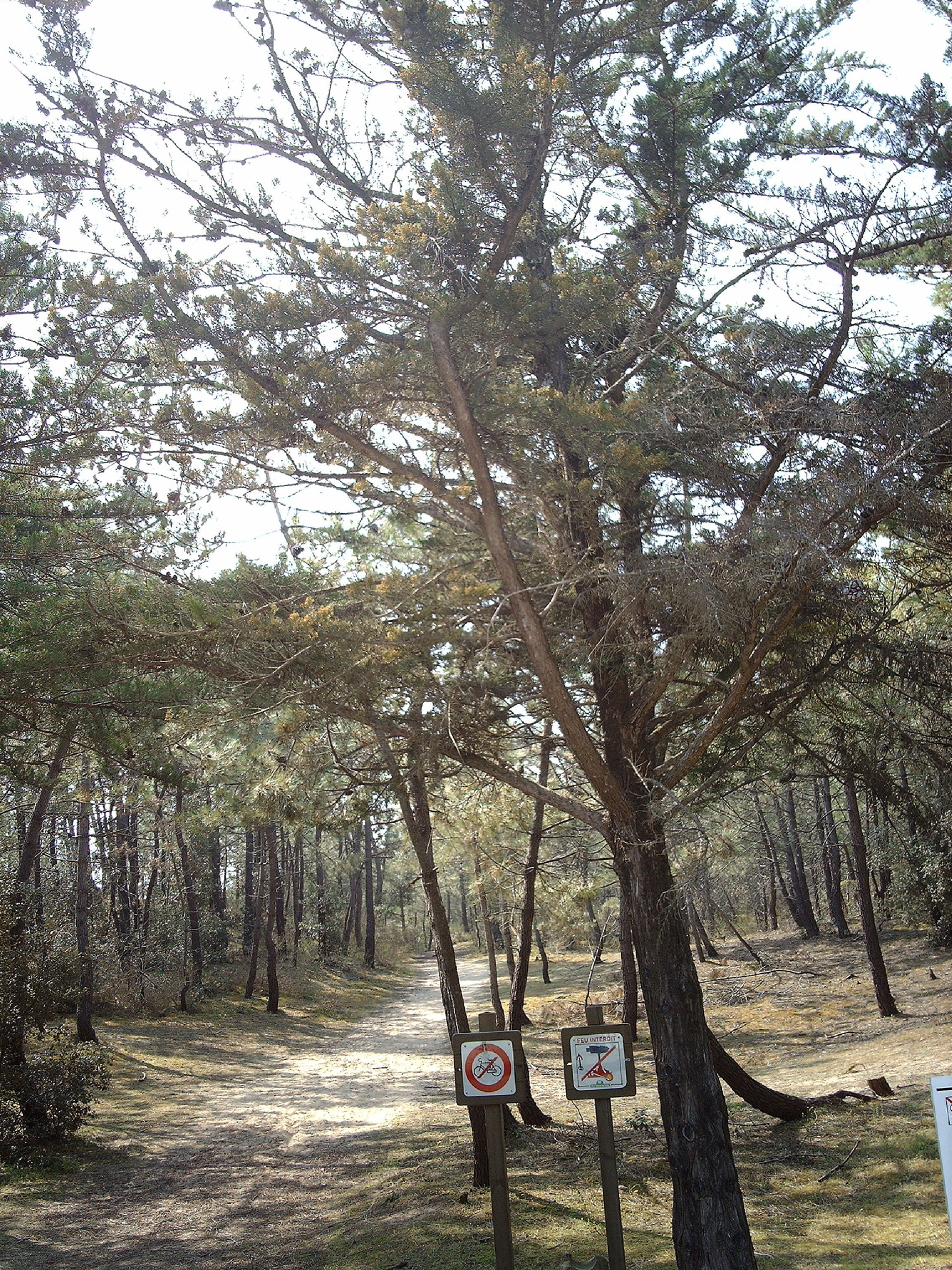
マツ林

## 歴史
町の発祥であるリエ（Rié、その後Riez）はかつて島であった。
ユグノー反乱の時、スービーズ公バンジャマン・ド・ロアン率いる反乱軍にリエの戦いでルイ13世が勝利した過程が記念されている。
かつて男爵領の本拠地がおかれていた。
フランス革命時代、町はラ・レヴォリューション（La Révolution）と改名させられていた。
百日天下の際にルイ・ド・ラ・ロシュジャクラン（アンリ・ド・ラ・ロシュジャクランの弟）はサンティレール＝ド＝リエで戦い、戦死した。

## 人口統計
| 1962年 | 1968年 | 1975年 | 1982年 | 1990年 | 1999年 | 2008年 | 2013年 |
| ------ | ------ | ------ | ------ | ------ | ------ | ------ | ------ |
| 4038   | 4339   | 5028   | 6041   | 7416   | 8761   | 10432  | 11169  |

参照元:1962年から1999年までは複数コミューンに住所登録をする者の重複分を除いたもの。それ以降は当該コミューンの人口統計によるもの。1999年までEHESS/Cassini、2004年以降INSEE。